# Journal of Applied Physics
Journal of Applied Physics is een internationaal, aan collegiale toetsing onderworpen wetenschappelijk tijdschrift op het gebied van de natuurkunde. De naam wordt in literatuurverwijzingen meestal afgekort tot J. Appl. Phys.
Het wordt uitgegeven door het American Institute of Physics en verschijnt tweemaandelijks.
Het eerste nummer verscheen in 1937.